# Jamaicaeufonia
Jamaicaeufonia (Euphonia jamaica) är en fågel i familjen finkar inom ordningen tättingar.

## Utseende och läte
Jamaicaeufonian är en mycket liten tätting med en kort och knubbig näbb. Fjäderdräkten är mestadels grå på huvud och undersida. Sången består av en snabb serie gnisslande, visslande och sträva ljud. Locklätet är ett vasst "tseet". Även gnissliga "bao" kan göras, enstaka, i serier eller invävt i sången.

## Utbredning och systematik
Fågeln förekommer enbart på Jamaica. Den behandlas som monotypisk, det vill säga att den inte delas in i några underarter.

### Familjetillhörighet
Tidigare behandlades släktena Euphonia och Chlorophonia som tangaror, men DNA-studier visar att de tillhör familjen finkar, där de tillsammans är systergrupp till alla övriga finkar bortsett från släktet Fringilla.

## Levnadssätt
Jamaicaeufonian hittas i de flesta skogsmiljöer, även trädgårdar, där den aktivt födosöker efter frukt och blommor. 

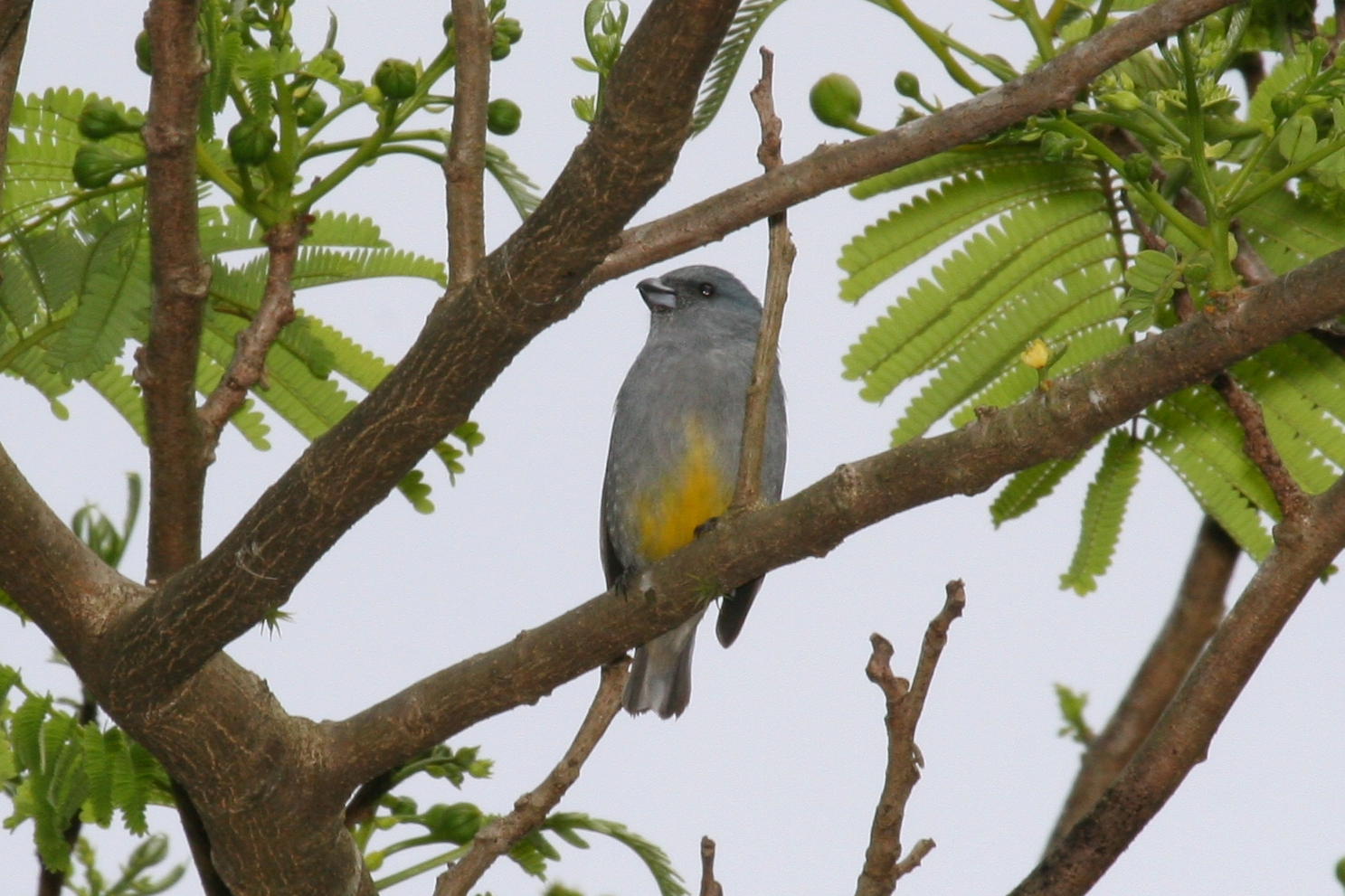

## Status
Jamaicaeufonian har ett litet utbredningsområde, men beståndet anses vara stabilt. IUCN kategoriserar arten som livskraftig.